# Rosendal
Rosendal è un villaggio della Norvegia, situato nella municipalità di Kvinnherad, nella contea di Vestland.